# Subtropisk sparvuggla
Subtropisk sparvuggla (Glaucidium parkeri) är en fågel i familjen ugglor inom ordningen ugglefåglar.

## Utseende och läte
Subtropisk sparvuggla är en liten uggla med runt huvud, gula ögon, vitfläckad hjässa och vita band på vingar och stjärt. Fjäderdräkten varierar från brun till bjärt kanelfärgad. Arten liknar andinsk sparvuggla, men är mindre och har en kortare stjärt med som mest två tvärband. Sången är också unik, en serie med tre hoanden som upprepas.

## Utbredning och systematik
Fågeln förekommer i Andernas östsluttning i Ecuador, Peru och allra nordligaste Bolivia. Den beskrevs som ny art för vetenskapen så sent som 1995. Den behandlas som monotypisk, det vill säga att den inte delas in i några underarter.

## Status och hot
Arten har ett stort utbredningsområde, men tros minska i antal, dock inte tillräckligt kraftigt för att den ska betraktas som hotad. Internationella naturvårdsunionen IUCN listar arten som livskraftig (LC).

## Namn
Fågelns vetenskapliga artnamn hedrar Theodore "Ted" Albert Parker III (1953-1993), amerikansk fältornitolog känd för sin kunskap av neotropiska fåglar som omkom i en flygolycka.